# Синдром втрачених можливостей
Синдром втрачених можливостей або FOMO (від англ. «Fear of missing out») — нав'язлива боязнь пропустити цікаву подію або гарну можливість, що провокується в тому числі і переглядом соціальних мереж. Чотири людини з десяти відчували СВМ хоча б іноді, причому чоловіки частіше, ніж жінки. За іншими даними, страх пропустити щось важливе відчувають 56% людей. Це явище характеризується непереборним бажанням постійно залишатися в курсі справ друзів і знайомих. СВМ також часто називають почуттям жалю, яке може призвести до страху пропустити цікаву подію, можливість поспілкуватися з друзями або знайомими, отримати новий досвід або матеріальну вигоду.
Згідно теорії самодетермінації, почуття зв'язаності, спорідненості з іншими людьми – це базова психологічна потреба, задоволення якої є однією з умов психічного здоров'я людини. В рамках цієї теорії, СВМ є захисним станом психіки, викликаним довгостроковими почуттям незадоволеності соціальним життям.

## Ознаки
- частий страх упустити важливі речі і події
- смисловий акцент на фразі «всі, крім мене»[6]
- нав'язливе бажання входити в будь-які форми соціальної комунікації (наприклад, ходити на всі вечірки)
- прагнення постійно подобатися людям і отримувати схвалення[7]
- прагнення весь час бути доступним для спілкування
- прагнення постійно оновлювати стрічки соціальних мереж

## Вплив соціальних медіа та нових технологій
Розвиток технологій, що дозволив людям більше спілкуватися, сприяв широкому поширенню СВМ. З одного боку, сучасні технології (наприклад, смартфони) і соціальні мережі (наприклад, Facebook) надають людині можливість брати участь в соціальних комунікаціях з меншою затратою зусиль. З іншого, комунікація за допомогою нових медіа веде до посилення залежності від інтернету. Психологічна залежність від знаходження онлайн може вилитися в тривожні стани, коли людина відчуває себе відчуженою.
За словами Дена Аріелі, професора психології в університеті Дьюка, сенс СВМ полягає в страху безглуздої витрати свого часу.
Соціальні мережі та стримінгові платформи відрізняються від звичних «живих» розмов миттєвим передаванням великої кількості інформації. Професор Аріелі наводить такий приклад: якщо людина запізнюється на літак на дві хвилини, вона зазвичай засмучується набагато більше, ніж якщо запізнюється на дві години. Припускається, що в першому випадку пропустити літак для більшості прикріше, тому що люди схильні уявляти собі, що все могло б бути інакше. «Гортати стрічку новин в соціальних мережах — зовсім не те ж саме, що розмовляти з друзями за обідом і слухати, як вони провели свої минулі вихідні. Коли ти відкриваєш Facebook і бачиш, що твої друзі сидять в барі без тебе — в цей конкретний момент — ти можеш уявити, що ти міг би провести час зовсім по-іншому», — пояснює професор.
Коли людина намагається компенсувати це негативне почуття, наприклад, виклавши свої вдалі фотографії або написавши пост про те, як він провів вихідні, щоб показати своє життя в кращому світлі, він втягується в замкнене коло. Велика частина людей вибудовує ідеалізований образ них самих. Патерн відтворюється, і поширюється на інших учасників коммунікації, які також можуть почати відчувати СВМ. Таким чином, соціальні медіа стають джерелом СВМ. Засновниця Flickr, Катерина Фейк, заявила, що використовувала цю особливість СВМ для залучення і утримання користувачів.

## Наслідки
Як наслідок, СВМ чинить негативний вплив на психічне здоров'я людей, провокуючи поганий настрій і в деяких випадках  депресію. Найчастіші прояви СВМ — відчуття нудьги і самотності. Використовуючи соціальні мережі для самовираження, визначення себе через свій образ в мережі, люди підсвідомо засвоюють посил «я викладаю пости, отже я існую». Це призводить до викривленого розуміння сутності спілкування, в тому числі і реального.
Люди постійно перевіряють свої акаунти в соціальних мережах, навіть під час побачення або похорону, підміняючи реальне спілкування, проживання моменту несвідомим оновленням і скролінгом новинної стрічки. Підлітки і дорослі переписуються за кермом, тому що для них можливість пропустити важливе повідомлення страшніше ризику втратити життя в нещасному випадку.
Крім того, доведено, що люди, які мають СВМ, схильні вживати алкоголь частіше і в більших обсягах, ніж люди, що його не мають, а також частіше страждають від «сороміцької» поведінки під час алкогольного сп'яніння і небажаних наслідків. Є припущення, що така тяга до спиртного пов'язана з необхідністю більше діяти і ризикувати, щоб не упустити можливості для соціальної активності (наприклад, можна взяти участь в алкогольних іграх або пити з незнайомими людьми).

## Запобігання
Існують як загальні поради задля уникнення СВМ (рідший перегляд оновлень, поціновування того, що маєш, спілкування з людьми поряд), так і спеціальні програми для молоді, що навчають опиратися тиску мереж.